# Lijst van commandeurs van Galle

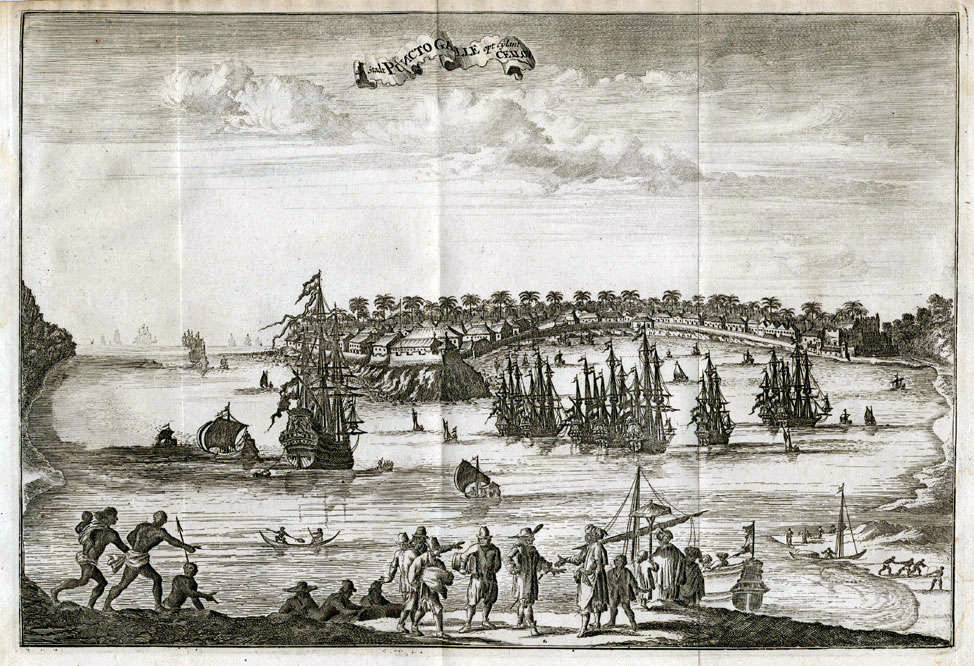
Galle

Galle, gelegen in Ceylon (het huidige Sri Lanka), werd in 1640 door de VOC veroverd op de Portugezen en werd daarna een van haar belangrijkste havens in Azië. In de hoogtijdagen, rond 1700, was de retourvloot uit Galle, met producten uit de westelijke regio, verantwoordelijk voor ongeveer een derde van de totale export uit Azië. Vanwege het belang van Galle en de aanwezigheid van een fort was de hoogste gezagsdrager een commandeur. Deze had, in tegenstelling tot een directeur of een opperhoofd, ook militaire verantwoordelijkheden. Vóór de verovering van Colombo in 1656 was de commandeur van Galle ook gouverneur van Ceylon. Daarna werd het bestuur naar Colombo verplaatst en zetelde de gouverneur daar. De commandeur van Galle maakte, net als die van Jaffna, deel uit van de Raad van Ceylon, die werd voorgezeten door de gouverneur. De commandeur van Galle nam aan raadsvergaderingen deel als hij in Colombo was. De lijst van commandeurs van 1640 tot aan de Britse overname in 1796 is als volgt:
- 1640 Willem Coster

- 1640-1646 Jan Thijssen Payaart

- 1646-1650 Johan Maetsuycker

- 1650-1653 Jacob van Kittensteyn

- 1653-1656 Adriaan van der Meijden

- 1656-1660 IJsbrand Godske

- 1660-1672 Adriaan Roothaes

- 1672-1676 Johan Bax van Herenthals

- 1676-1678 Pieter de Grauwe

- 1678-1681 Willem van der Molen

- 1681-1686 Salomon Lesage

- 1686-1692 Thomas van Rhee

- 1692-1693 Rutger de Heyde

- 1693-1703 Carel Bolner

- 1703-1705 Gerrit van Toll

- 1705-1707 Nicolaas Welters

- 1707-1708 Adam van der Duyn

- 1708-1710 Jan van Velsen

- 1710-1713 Philip David van Uchelen

- 1713-1714 Cornelis Taay van Wezel

- 1714-1715 Johannes Hertenberg

- 1715-1718 Anthonie Snaats

- 1718-1720 Nicolaas van Heuvel

- 1721-1723 Arnoud Mol

- 1723-1729 Johan Paul Schaghen

- 1729-1730 Jan Jenner

- 1730-1732 Diederik van Domburg

- 1732-1737 Jan Macaré

- 1737-1741 Daniël Overbeek

- 1742-1747 Jacob de Jong jr.

- 1747-1751 Gerard Johan Vreelandt

- 1751-1756 Casparus de Jong

- 1756-1758 Ras Macquet

- 1758-1766 Abraham Samlant

- 1766-1784 Arnoldus de Leij

- 1784-1788 Cornelius Dionysius Crayenhoff

- 1788-1792 Pieter Sluysken

- 1792-1796 Diedrich Thomas Fretz